# اوت-نتم (بخش)
اوت-نتم (به لاتین: Haut-Ntem) یک منطقهٔ مسکونی در گابن است که در Woleu-Ntem Province واقع شده‌است. اوت-نتم ۱۰٬۸۳۸ نفر جمعیت دارد.